# 偏岭站
偏岭站，原为溪田铁路四等站。位于辽宁省本溪市本溪满族自治县偏岭乡。隶属沈阳铁路局本溪车务段。建于1939年。 